# Campeonato Sergipano de Futebol de 1961
O Campeonato Sergipano de Futebol de 1961 foi a 38º edição da divisão principal do campeonato estadual de Sergipe. O campeão foi o Sergipe que conquistou seu 12º título na história da competição.

## Premiação
| Campeonato Sergipano de 1961 |
| Aracaju                      |
| ---------------------------- |
| Sergipe Campeão (12º título) |